# Wudelenia
Wudelenia è un genere estinto di pesci ossei appartenente alla famiglia Gempylidae, vissuto durante l'Ypresiano (inizio dell'Eocene) in quella che oggi è l'area di Trento, nel nord Italia. L'unica specie nota è Wudelenia diabolica.

## Etimologia
Il nome del genere deriva dai Wudelen, creature leggendarie del folklore del Trentino-Alto Adige, la regione in cui sono stati ritrovati i fossili. La morfologia allungata e i lunghi denti simili a zanne ricordano l'aspetto bizzarro e inquietante attribuito a queste figure mitologiche. Il nome specifico, diabolica, proviene dal greco “διαβολικός”, che significa “diabolico” o “demoniaco”, in riferimento all'aspetto minaccioso dell'animale.

## Descrizione
L’olotipo (MUSE-PAL 1035-1036) è uno scheletro articolato quasi completo lungo 116,74 mm, conservato in parte e controparte. Il paratipo (MUSE-PAL 7027) è anch’esso uno scheletro articolato quasi completo, mentre un terzo esemplare (MUSE-PAL 6764) consiste in uno scheletro incompleto, privo della porzione posteriore dell’asse scheletrico.
Il corpo di Wudelenia diabolica è slanciato e compresso, con la massima altezza poco dietro la testa, in corrispondenza delle pinne pelviche. La testa è allungata e il muso appuntito, con orbite di dimensioni considerevoli. La pinna anale, non ben conservata, sembra originarsi subito dietro l’inserzione della seconda pinna dorsale.
Il genere si distingue per un insieme di caratteri che lo rendono unico tra i Gempylidae: il corpo è allungato e compresso, con un’altezza pari al 14,1% della lunghezza standard. La cresta sopraoccipitale è bassa. Nella mascella superiore sono presenti due lunghi denti a forma di zanna e da 14 a 16 denti conici più piccoli; nella mascella inferiore si osservano tre zanne lunghe e cinque denti conici più corti. Il preopercolo presenta margini lisci, l’incavo opercolare è profondo e vi sono sette raggi branchiostegali. Il numero di vertebre totali è 40, suddivise in 16 preurali e 24 caudali. Il complesso caudale è formato da cinque ipurali autonomi, tre epurali e due uroneurali. La pinna caudale è forcuta, con 17 raggi principali (9 superiori e 8 inferiori), più sei raggi procurrenti dorsali e sei ventrali. La pinna pettorale ha 18 raggi, la prima dorsale presenta 12 spine, mentre la seconda dorsale è composta da due spine seguite da almeno 31 raggi molli. Il rivestimento di scaglie è fitto e composto da grandi scaglie ctenoidi con fino a dieci raggi.

## Classificazione
I fossili di Wudelenia diabolica sono stati rinvenuti nella località di Solteri (Trento), in un livello di marna calcarea ricca in sostanza organica appartenente alla Formazione di Chiusole, datata allo Ypresiano, ovvero l’inizio dell’Eocene.
L'attribuzione del genere alla famiglia Gempylidae si basa sulla presenza di tratti morfologici coerenti con altri membri del gruppo, tra cui l’etmoide mediano e laterale allungati, l’anello infraorbitale incompleto, la presenza di denti a forma di zanna in entrambe le mascelle, una premascella con processo ascendente corto e processo postmascellare non espanso, un piccolo supramascellare, tre raggi branchiostegali sul ceratoioide posteriore, assenza del forame beryciforme, un profondo incavo opercolare, due pinne dorsali separate, base della prima dorsale più lunga della seconda, supracleitro allungato, cleitro senza protuberanza posteriore e pinne pettorali corte, inserite in posizione bassa sul corpo. Le pinne pelviche sono piccole.
Nel giacimento di Solteri sono stati identificati altri due generi di Gempylidae, Krampusichthys e Laurinichthys. Le differenze principali tra questi generi riguardano la conformazione del corpo e alcune proporzioni morfometriche e tratti meristici distintivi.